# 海綿體
海綿體（Cavernous tissue）是指生物體內一塊海綿狀可以充血、有內皮的區域，海綿體一般會被平滑肌包圍，像陰莖及陰蒂的勃起組織就是海綿體（陰莖海綿體、陰蒂海綿體）。